# Saved from the Titanic
Saved from the Titanic är en amerikansk film från 1912 i regi av Étienne Arnaud. Huvudrollen spelas av Dorothy Gibson, en amerikansk skådespelare som överlevde då RMS Titanic förliste den 15 april 1912. Filmen hade premiär i USA endast 29 dagar efter katastrofen och är därmed den allra första dramatiseringen av tragedin.
Gibson hade varit en av de 28 personer ombord på den första livbåten (nr. 7) som sjösattes och som räddades ungefär fem och en halv timme efter att den hissats ner från fartyget. Efter återkomsten till New York bidrog hon i utarbetandet av ett filmmanus och spelade sedan en fiktionaliserad version av sig själv. I filmen berättar hon om katastrofen för sina föräldrar och fästman, med inklippta bilder på isberg, Titanics systerfartyg Olympic och fartygets kapten Edward Smith. För att ytterligare förstärka autenticitet bar Gibson samma kläder som hon bar natten då katastrofen inträffade.
Filmen visades internationellt och lockade stor publik samt fick positiva recensioner, även om vissa också kritiserade den för att den kommersialiserade tragedin så snart efteråt. Den anses nu vara en förlorad film, enbart en del stillbilder återstår.

## Rollista
- Dorothy Gibson - Miss Dorothy
- Alec B. Francis - far
- Julia Stuart - mor
- John G. Adolfi - fänrik Jack
- William R. Dunn - Jacks kompis
- Guy Oliver - Jacks kompis